# 博氏拟隆胎鳚
博氏擬隆胎鳚（學名：Emblemariopsis bottomei），為輻鰭魚綱鳚形目煙管鳚科擬隆胎鳚屬的一種，分布於西大西洋博奈爾、古拉索、小安地列斯群島、多明尼加海域，深度可達40公尺，本魚體延長，頭短鈍，在眼後膨大，呈三角形且粗糙，口腔頂部兩側各有一排牙齒，無側線、無鱗片，背鰭硬棘19-21枚、背鰭軟條12-13枚、臀鰭硬棘2枚、臀鰭軟條20-22枚，雄魚頭部黑色，有時臉頰上有白色斑點，身體深褐色，背鰭前部黑色，有細白邊，其餘背鰭棘狀體為深褐色，最後幾根棘狀體逐漸變為棕褐色，背鰭軟條、尾鰭和腹鰭淡褐色，胸鰭微黑色，雌魚半透明，頭頂有一條粉紅色線紋，臉頰上有黑色斑點，下顎有黑色條紋，胸鰭基部有黑色斑點，體長可達3公分，棲息在珊瑚礁區，以浮游動物為食，雌魚產附著性卵，由雄魚守護魚卵，生活習性不明。